# Neftçi Arena
Die Neftçi Arena, auch bekannt als 8-km-Stadion (aserbaidschanisch 8-ci Kilometr Stadionu), ist ein Fußballstadion in der aserbaidschanischen Hauptstadt Baku. Es wurde 2012 eröffnet und hat eine Kapazität von 11.000 Plätzen. Das Stadion wurde für die Ausrichtung der U-17-Fußball-Weltmeisterschaft der Frauen 2012 und der U-17-Fußball-Europameisterschaft 2016 genutzt.